# Statue-menhir des Combarels
La statue-menhir des Combarels est une statue-menhir appartenant au groupe rouergat découverte à Saint-Salvi-de-Carcavès, dans le département du Tarn en France.

## Historique
La statue a été découverte par Paul Culié en juin 1980, lors d'un labour au sommet d'une colline dominant la vallée du Dadou à 794 m d'altitude, à environ 300 m de la statue-menhir des Ouvradous. La statue-menhir est inscrite monument historique au titre d'objet depuis le 30 octobre 2019.

## Description
La statue est cassée en cinq morceaux. La statue a été sculptée dans une dalle de grès rose permien dont le site d’extraction le plus proche est situé à 8 km. Elle mesure 0,88 m de hauteur sur 0,65 m de largeur pour une épaisseur de 8 cm,
Bien que la statue soit superficiellement altérée, les sculptures sont encore bien visibles. Il s'agit d'une statue féminine. Le visage est absent, marqué par une croix et délimité par un collier à cinq rangs. Les bras sont très courts. La main droite comporte six doigts, la gauche est abîmée et en partie manquante, il donc difficile de savoir si elle comporte cinq ou six doigts. Deux cercles de 13 cm de diamètre lissés, l'un au-dessus de la main droite et l'autre au-dessous de la main gauche, pourraient représenter les seins. Les jambes sont très courtes, arquées et sans orteils. Elle porte une ceinture en relief visible des deux côtés de la statue. Sur la face postérieure, les crochets-omoplates, les cheveux nattés et une trace en creux imprécise (aiguisoir ou polissoir ?) sont visibles.